# 市民行動サービス
市民行動サービス（Service d'action civique；略称SAC）とは、かつてフランスにあった民兵（私兵）組織。民間行動隊、市民運動の義務などとも訳される。
1960年に、ド・ゴール主義（政党としては新共和国連合、後に共和国民主連合）の警備隊として結成され、秘密軍事組織や左翼によるテロを防ぐことを目的としていた。シャルル・ド・ゴールの腹心であるジャック・フォカール、ピエール・ドビゼ(Pierre Debizet)らが中心であった。初期の幹部には後に内相となったシャルル・パスクワもいたが、1969年に排除されている。
1970年代にかけて共和国民主連合からは独立した組織として存続し、裏社会との関係を強め、隊員が犯罪に加担する例が増えた。関係が取り沙汰された事件として、メフディー・ベン・バルカの失踪事件などがある。
1981年のミッテラン政権発足直後に、マルセイユ近郊オリオールで、当地方のSAC責任者が家族と共に殺害される事件が起き、SAC隊員5人が実行犯として検挙された。この事件でSACの危険性が議論されることとなり、翌年ミッテラン大統領は「戦闘集団と私兵に関する法律」に基づいてSACに解散命令を発し、公的には消滅した。